# راهدار (دير)
راهدار (بالفارسية: راهدار) هي مستوطنة تقع في قسم آبدان الريفي (مقاطعة دير) في إيران.